# Teodor de Marsella
Teodor de Marsella (Marsella, s. VI - 591) fou bisbe de Marsella entre 582 i 591. És venerat com a sant per diverses confessions cristianes. Teodor fou bisbe de Marsella des de 582. Gondovald, que es deia fill del rei Clotari I desembarcà a Marsella provinent de Constantinoble;
, i Teodor li va proporcionar cavalls perquè pogués anar a trobar el duc Múmmol, al servei de Khildebert II. La seva actitud de lleialtat al austrasià representava un obstacle per als plans de Dinami de Marsella que, amb Gontran Boson, duc d'Alvèrnia, va fer detenir el bisbe, retraient-li que havia ajudat l'estranger per posar el regne sota la dominació romana d'Orient. Teodor fou portat davant Gontran, amb el bisbe Epifani de Pavia que, de pas per Marsella, també fou acusat d'aquest. Un sínode a Mâcon, en 585, l'havia de condemnar a l'exili, però no va fer-ho i tornà a Marsella, on fou rebut triomfalment pel seu poble. Mentrestant, Dinami s'havia apoderat de tota la ciutat i rodalia i es va revoltar obertament contra Khildebert. El juny de 591, una carta del papa Gregori el Gran confia a Teodor que repari la falta feta per alguns preveres que havien bajetat jueus a la força. El papa l'exhorta a predicar als jueus perquè es converteixen convençuts.